# Lista di asteroidi (692001-693000)
Di seguito una lista di asteroidi dal numero 692001  al 693000 con data di scoperta e scopritore.

## 692001–692100
| Nome   | Designazione provvisoria | Data di scoperta  | Scopritore                          |
| ------ | ------------------------ | ----------------- | ----------------------------------- |
| 692001 | 2014 SP227               | 28 luglio 2008    | Mount Lemmon Survey                 |
| 692002 | 2014 SZ227               | 30 settembre 2003 | Spacewatch                          |
| 692003 | 2014 SX230               | 20 aprile 2007    | Spacewatch                          |
| 692004 | 2014 SC232               | 20 novembre 2009  | Spacewatch                          |
| 692005 | 2014 SO233               | 23 settembre 2011 | Spacewatch                          |
| 692006 | 2014 SN234               | 9 agosto 2008     | Osservatorio astronomico di Maiorca |
| 692007 | 2014 SR234               | 19 marzo 2013     | PTF                                 |
| 692008 | 2014 SU234               | 26 dicembre 2005  | Mount Lemmon Survey                 |
| 692009 | 2014 SV234               | 27 agosto 2014    | Pan-STARRS                          |
| 692010 | 2014 SV239               | 26 agosto 2014    | Pan-STARRS                          |
| 692011 | 2014 SZ239               | 14 marzo 2013     | Mount Lemmon Survey                 |
| 692012 | 2014 SW240               | 4 gennaio 2012    | Mount Lemmon Survey                 |
| 692013 | 2014 SD241               | 15 aprile 2013    | Pan-STARRS                          |
| 692014 | 2014 SQ241               | 31 luglio 2014    | Pan-STARRS                          |
| 692015 | 2014 SK242               | 30 agosto 2014    | Pan-STARRS                          |
| 692016 | 2014 SE243               | 30 settembre 2003 | SDSS Collaboration                  |
| 692017 | 2014 ST244               | 31 luglio 2014    | Pan-STARRS                          |
| 692018 | 2014 SP248               | 27 agosto 2014    | Pan-STARRS                          |
| 692019 | 2014 SB249               | 16 novembre 2009  | Spacewatch                          |
| 692020 | 2014 SL249               | 22 settembre 2014 | Pan-STARRS                          |
| 692021 | 2014 SY249               | 25 marzo 2012     | Mount Lemmon Survey                 |
| 692022 | 2014 SR256               | 2 settembre 2014  | Pan-STARRS                          |
| 692023 | 2014 SA259               | 25 agosto 2003    | NEAT                                |
| 692024 | 2014 SN263               | 27 luglio 2014    | Pan-STARRS                          |
| 692025 | 2014 SQ264               | 24 marzo 2006     | Spacewatch                          |
| 692026 | 2014 SM267               | 1 aprile 2012     | Mount Lemmon Survey                 |
| 692027 | 2014 SW268               | 30 agosto 2014    | Spacewatch                          |
| 692028 | 2014 SU270               | 11 gennaio 2008   | Spacewatch                          |
| 692029 | 2014 SE274               | 15 settembre 2014 | Mount Lemmon Survey                 |
| 692030 | 2014 SW275               | 27 settembre 2003 | Spacewatch                          |
| 692031 | 2014 SS277               | 27 agosto 2014    | Pan-STARRS                          |
| 692032 | 2014 SU277               | 18 ottobre 2003   | SDSS Collaboration                  |
| 692033 | 2014 SK283               | 27 luglio 2014    | Pan-STARRS                          |
| 692034 | 2014 SA284               | 2 settembre 2014  | Pan-STARRS                          |
| 692035 | 2014 SJ291               | 28 febbraio 2012  | Pan-STARRS                          |
| 692036 | 2014 SZ294               | 23 ottobre 2009   | Spacewatch                          |
| 692037 | 2014 SL295               | 25 settembre 2014 | Mount Lemmon Survey                 |
| 692038 | 2014 SE297               | 3 ottobre 2003    | Spacewatch                          |
| 692039 | 2014 SD302               | 30 giugno 2008    | Spacewatch                          |
| 692040 | 2014 SL302               | 4 settembre 2014  | Pan-STARRS                          |
| 692041 | 2014 SM302               | 4 giugno 2013     | Mount Lemmon Survey                 |
| 692042 | 2014 SQ303               | 6 agosto 2014     | Pan-STARRS                          |
| 692043 | 2014 SQ304               | 26 marzo 2007     | Spacewatch                          |
| 692044 | 2014 SH306               | 19 settembre 2014 | Pan-STARRS                          |
| 692045 | 2014 SO308               | 15 marzo 2007     | Mount Lemmon Survey                 |
| 692046 | 2014 SR308               | 31 luglio 2014    | Pan-STARRS                          |
| 692047 | 2014 SW308               | 18 settembre 2003 | NEAT                                |
| 692048 | 2014 SZ308               | 21 ottobre 2003   | Spacewatch                          |
| 692049 | 2014 SK309               | 31 agosto 2014    | Pan-STARRS                          |
| 692050 | 2014 SW311               | 15 maggio 2013    | Pan-STARRS                          |
| 692051 | 2014 SK312               | 2 agosto 2008     | SSS                                 |
| 692052 | 2014 SR313               | 26 settembre 2014 | Spacewatch                          |
| 692053 | 2014 SS313               | 26 settembre 2014 | Spacewatch                          |
| 692054 | 2014 SR314               | 26 ottobre 2009   | Spacewatch                          |
| 692055 | 2014 SD318               | 18 agosto 2009    | Spacewatch                          |
| 692056 | 2014 SP322               | 24 dicembre 2006  | Spacewatch                          |
| 692057 | 2014 ST322               | 6 agosto 2014     | Pan-STARRS                          |
| 692058 | 2014 SC323               | 23 settembre 2014 | ESA OGS                             |
| 692059 | 2014 SG323               | 18 ottobre 2011   | Spacewatch                          |
| 692060 | 2014 SX324               | 27 agosto 2014    | Pan-STARRS                          |
| 692061 | 2014 SF326               | 26 settembre 2014 | Spacewatch                          |
| 692062 | 2014 SF328               | 26 settembre 2014 | Spacewatch                          |
| 692063 | 2014 SM332               | 15 agosto 2009    | Spacewatch                          |
| 692064 | 2014 SW338               | 20 ottobre 2003   | NEAT                                |
| 692065 | 2014 SU341               | 15 aprile 2012    | Pan-STARRS                          |
| 692066 | 2014 SM347               | 26 settembre 2014 | Spacewatch                          |
| 692067 | 2014 SZ347               | 18 ottobre 2003   | SDSS Collaboration                  |
| 692068 | 2014 SH351               | 28 agosto 2011    | Pan-STARRS                          |
| 692069 | 2014 SY351               | 20 settembre 2014 | Pan-STARRS                          |
| 692070 | 2014 SM352               | 25 settembre 2008 | Mount Lemmon Survey                 |
| 692071 | 2014 SL353               | 14 maggio 2008    | Mount Lemmon Survey                 |
| 692072 | 2014 SF354               | 10 agosto 2007    | Spacewatch                          |
| 692073 | 2014 SV355               | 18 novembre 2003  | Spacewatch                          |
| 692074 | 2014 SX355               | 24 febbraio 2012  | Spacewatch                          |
| 692075 | 2014 SC356               | 21 settembre 2003 | Spacewatch                          |
| 692076 | 2014 SL356               | 13 gennaio 2005   | Spacewatch                          |
| 692077 | 2014 SR356               | 30 settembre 2003 | Spacewatch                          |
| 692078 | 2014 SS356               | 27 settembre 2003 | Spacewatch                          |
| 692079 | 2014 SU359               | 28 agosto 2009    | Spacewatch                          |
| 692080 | 2014 SE361               | 20 settembre 2014 | Pan-STARRS                          |
| 692081 | 2014 SL362               | 8 febbraio 2011   | Mount Lemmon Survey                 |
| 692082 | 2014 SN367               | 25 settembre 2014 | Mount Lemmon Survey                 |
| 692083 | 2014 SP377               | 25 giugno 2017    | Pan-STARRS                          |
| 692084 | 2014 SR385               | 20 settembre 2014 | Pan-STARRS                          |
| 692085 | 2014 SP386               | 19 settembre 2014 | Pan-STARRS                          |
| 692086 | 2014 SU393               | 22 settembre 2014 | Pan-STARRS                          |
| 692087 | 2014 SQ397               | 25 settembre 2014 | Spacewatch                          |
| 692088 | 2014 SS397               | 19 settembre 2014 | Pan-STARRS                          |
| 692089 | 2014 SD401               | 23 settembre 2014 | Mount Lemmon Survey                 |
| 692090 | 2014 SN401               | 22 settembre 2014 | Spacewatch                          |
| 692091 | 2014 SY401               | 11 ottobre 2007   | Spacewatch                          |
| 692092 | 2014 SZ419               | 22 settembre 2014 | Spacewatch                          |
| 692093 | 2014 TK7                 | 24 settembre 2008 | Mount Lemmon Survey                 |
| 692094 | 2014 TU7                 | 1 ottobre 2014    | Spacewatch                          |
| 692095 | 2014 TN12                | 27 febbraio 2012  | Pan-STARRS                          |
| 692096 | 2014 TX12                | 28 settembre 2008 | Mount Lemmon Survey                 |
| 692097 | 2014 TZ14                | 1 ottobre 2014    | Pan-STARRS                          |
| 692098 | 2014 TA18                | 19 novembre 2009  | Spacewatch                          |
| 692099 | 2014 TR18                | 1 ottobre 2003    | Spacewatch                          |
| 692100 | 2014 TR20                | 15 maggio 2012    | Mount Lemmon Survey                 |

## 692101–692200
| Nome   | Designazione provvisoria | Data di scoperta  | Scopritore                |
| ------ | ------------------------ | ----------------- | ------------------------- |
| 692101 | 2014 TJ21                | 23 settembre 2014 | Mount Lemmon Survey       |
| 692102 | 2014 TY21                | 1 ottobre 2014    | Spacewatch                |
| 692103 | 2014 TM22                | 23 settembre 2014 | Spacewatch                |
| 692104 | 2014 TV25                | 28 dicembre 2005  | Spacewatch                |
| 692105 | 2014 TL26                | 16 ottobre 2003   | Spacewatch                |
| 692106 | 2014 TK28                | 23 ottobre 2003   | Spacewatch                |
| 692107 | 2014 TO39                | 2 settembre 2014  | Pan-STARRS                |
| 692108 | 2014 TV40                | 2 settembre 2014  | Pan-STARRS                |
| 692109 | 2014 TP41                | 17 ottobre 2010   | Mount Lemmon Survey       |
| 692110 | 2014 TB42                | 24 ottobre 2005   | Osservatorio di Mauna Kea |
| 692111 | 2014 TC50                | 30 marzo 2012     | Mount Lemmon Survey       |
| 692112 | 2014 TX50                | 21 settembre 2009 | Spacewatch                |
| 692113 | 2014 TV51                | 9 novembre 2009   | Mount Lemmon Survey       |
| 692114 | 2014 TZ52                | 1 ottobre 2014    | Pan-STARRS                |
| 692115 | 2014 TV55                | 1 ottobre 2003    | Spacewatch                |
| 692116 | 2014 TG63                | 12 ottobre 2010   | Spacewatch                |
| 692117 | 2014 TD64                | 9 novembre 1999   | Spacewatch                |
| 692118 | 2014 TZ66                | 14 ottobre 2014   | Spacewatch                |
| 692119 | 2014 TK67                | 6 settembre 2008  | CSS                       |
| 692120 | 2014 TO67                | 17 ottobre 2009   | Mount Lemmon Survey       |
| 692121 | 2014 TX67                | 9 settembre 2008  | Mount Lemmon Survey       |
| 692122 | 2014 TZ67                | 21 settembre 2008 | Mount Lemmon Survey       |
| 692123 | 2014 TP68                | 21 settembre 2003 | Spacewatch                |
| 692124 | 2014 TO73                | 26 aprile 2006    | Mount Lemmon Survey       |
| 692125 | 2014 TF76                | 12 maggio 2013    | Mount Lemmon Survey       |
| 692126 | 2014 TP79                | 1 ottobre 2014    | Pan-STARRS                |
| 692127 | 2014 TZ79                | 30 novembre 2003  | Spacewatch                |
| 692128 | 2014 TG81                | 1 dicembre 2003   | Spacewatch                |
| 692129 | 2014 TQ82                | 30 agosto 2014    | Pan-STARRS                |
| 692130 | 2014 TK83                | 10 febbraio 2008  | Spacewatch                |
| 692131 | 2014 TU87                | 19 agosto 2010    | Spacewatch                |
| 692132 | 2014 TV87                | 2 dicembre 2005   | Mount Lemmon Survey       |
| 692133 | 2014 TS90                | 23 settembre 2008 | Mount Lemmon Survey       |
| 692134 | 2014 TT90                | 22 ottobre 2003   | Spacewatch                |
| 692135 | 2014 TJ93                | 23 febbraio 2012  | Mount Lemmon Survey       |
| 692136 | 2014 TB101               | 1 ottobre 2014    | Spacewatch                |
| 692137 | 2014 TU106               | 1 ottobre 2014    | Pan-STARRS                |
| 692138 | 2014 TA107               | 1 ottobre 2014    | Pan-STARRS                |
| 692139 | 2014 UA1                 | 20 gennaio 2009   | Spacewatch                |
| 692140 | 2014 UM1                 | 21 ottobre 2003   | Spacewatch                |
| 692141 | 2014 UG11                | 15 novembre 2003  | Spacewatch                |
| 692142 | 2014 UD13                | 19 novembre 2003  | Spacewatch                |
| 692143 | 2014 UJ13                | 4 settembre 2008  | Spacewatch                |
| 692144 | 2014 UJ17                | 30 settembre 2003 | SDSS Collaboration        |
| 692145 | 2014 UJ23                | 31 agosto 2014    | Pan-STARRS                |
| 692146 | 2014 UU25                | 30 settembre 2003 | Spacewatch                |
| 692147 | 2014 UC33                | 23 ottobre 2014   | Mount Lemmon Survey       |
| 692148 | 2014 UB34                | 23 ottobre 2014   | Mount Lemmon Survey       |
| 692149 | 2014 UK37                | 15 aprile 2013    | Pan-STARRS                |
| 692150 | 2014 UA38                | 18 ottobre 2014   | Mount Lemmon Survey       |
| 692151 | 2014 UZ40                | 20 ottobre 2014   | Mount Lemmon Survey       |
| 692152 | 2014 UZ42                | 21 ottobre 2014   | Spacewatch                |
| 692153 | 2014 UM43                | 30 settembre 2003 | Spacewatch                |
| 692154 | 2014 UB47                | 19 settembre 2009 | Mount Lemmon Survey       |
| 692155 | 2014 UY48                | 30 dicembre 2007  | Mount Lemmon Survey       |
| 692156 | 2014 UZ48                | 28 settembre 2003 | Spacewatch                |
| 692157 | 2014 UV65                | 16 novembre 2003  | Spacewatch                |
| 692158 | 2014 UF67                | 21 ottobre 2014   | Spacewatch                |
| 692159 | 2014 UM68                | 22 agosto 2014    | Pan-STARRS                |
| 692160 | 2014 UZ68                | 4 novembre 2004   | Spacewatch                |
| 692161 | 2014 UZ71                | 21 ottobre 2014   | Mount Lemmon Survey       |
| 692162 | 2014 UE72                | 1 ottobre 2010    | Spacewatch                |
| 692163 | 2014 US74                | 6 dicembre 2007   | Mount Lemmon Survey       |
| 692164 | 2014 UB82                | 27 ottobre 2009   | Mount Lemmon Survey       |
| 692165 | 2014 UL85                | 20 ottobre 2003   | Spacewatch                |
| 692166 | 2014 UX87                | 17 ottobre 2014   | Mount Lemmon Survey       |
| 692167 | 2014 UP88                | 19 dicembre 2004  | Mount Lemmon Survey       |
| 692168 | 2014 UT92                | 2 ottobre 2014    | Pan-STARRS                |
| 692169 | 2014 UB93                | 8 maggio 2013     | Pan-STARRS                |
| 692170 | 2014 UN94                | 21 ottobre 1995   | Spacewatch                |
| 692171 | 2014 UJ100               | 2 settembre 2014  | Pan-STARRS                |
| 692172 | 2014 UN101               | 19 novembre 2003  | Spacewatch                |
| 692173 | 2014 UO101               | 21 ottobre 2003   | Spacewatch                |
| 692174 | 2014 UW103               | 29 marzo 2012     | Pan-STARRS                |
| 692175 | 2014 UG113               | 5 settembre 2010  | Mount Lemmon Survey       |
| 692176 | 2014 UP117               | 26 ottobre 2014   | Mount Lemmon Survey       |
| 692177 | 2014 UQ119               | 21 settembre 2009 | Mount Lemmon Survey       |
| 692178 | 2014 UE124               | 14 luglio 2013    | Pan-STARRS                |
| 692179 | 2014 UK129               | 11 settembre 2010 | Mount Lemmon Survey       |
| 692180 | 2014 UH131               | 25 settembre 2014 | Mount Lemmon Survey       |
| 692181 | 2014 UD132               | 12 settembre 2007 | Spacewatch                |
| 692182 | 2014 UE139               | 25 ottobre 2008   | Spacewatch                |
| 692183 | 2014 UF139               | 24 agosto 2008    | Spacewatch                |
| 692184 | 2014 UD143               | 13 agosto 2010    | Spacewatch                |
| 692185 | 2014 UT143               | 13 gennaio 2008   | Spacewatch                |
| 692186 | 2014 UB145               | 4 ottobre 2014    | Spacewatch                |
| 692187 | 2014 UK146               | 24 ottobre 2003   | Spacewatch                |
| 692188 | 2014 UL148               | 17 settembre 2010 | CSS                       |
| 692189 | 2014 UC149               | 18 dicembre 2009  | Spacewatch                |
| 692190 | 2014 UM149               | 30 novembre 2003  | Spacewatch                |
| 692191 | 2014 UA150               | 30 novembre 2003  | Spacewatch                |
| 692192 | 2014 UA155               | 22 aprile 2013    | Mount Lemmon Survey       |
| 692193 | 2014 UX161               | 23 ottobre 2003   | Spacewatch                |
| 692194 | 2014 UM167               | 15 giugno 2013    | Mount Lemmon Survey       |
| 692195 | 2014 UD168               | 25 marzo 2011     | Pan-STARRS                |
| 692196 | 2014 UJ169               | 16 luglio 2013    | Pan-STARRS                |
| 692197 | 2014 UU177               | 18 settembre 2009 | Spacewatch                |
| 692198 | 2014 UG178               | 18 giugno 2013    | Pan-STARRS                |
| 692199 | 2014 UX180               | 1 ottobre 2014    | Pan-STARRS                |
| 692200 | 2014 UR187               | 6 settembre 2008  | Spacewatch                |

## 692201–692300
| Nome   | Designazione provvisoria | Data di scoperta  | Scopritore          |
| ------ | ------------------------ | ----------------- | ------------------- |
| 692201 | 2014 UC191               | 20 novembre 2003  | Spacewatch          |
| 692202 | 2014 UY192               | 29 agosto 2014    | Spacewatch          |
| 692203 | 2014 UW193               | 20 aprile 2012    | Mount Lemmon Survey |
| 692204 | 2014 UZ194               | 23 ottobre 2003   | Spacewatch          |
| 692205 | 2014 UA196               | 1 marzo 2011      | Mount Lemmon Survey |
| 692206 | 2014 UM196               | 19 settembre 1998 | SDSS Collaboration  |
| 692207 | 2014 UZ206               | 31 agosto 2014    | Pan-STARRS          |
| 692208 | 2014 US211               | 26 novembre 2003  | Spacewatch          |
| 692209 | 2014 UV212               | 18 settembre 2014 | Pan-STARRS          |
| 692210 | 2014 UF213               | 22 agosto 2014    | Pan-STARRS          |
| 692211 | 2014 UB215               | 23 marzo 2003     | SDSS Collaboration  |
| 692212 | 2014 UL217               | 9 novembre 2009   | Mount Lemmon Survey |
| 692213 | 2014 UZ217               | 16 settembre 2003 | Spacewatch          |
| 692214 | 2014 UL220               | 20 novembre 2003  | Spacewatch          |
| 692215 | 2014 US220               | 3 marzo 2006      | Spacewatch          |
| 692216 | 2014 UZ220               | 10 dicembre 2009  | Mount Lemmon Survey |
| 692217 | 2014 UV222               | 3 ottobre 2003    | Spacewatch          |
| 692218 | 2014 UP227               | 19 settembre 2008 | Spacewatch          |
| 692219 | 2014 UM230               | 23 aprile 2007    | Spacewatch          |
| 692220 | 2014 UQ232               | 29 ottobre 2014   | Pan-STARRS          |
| 692221 | 2014 UD233               | 21 settembre 2003 | Spacewatch          |
| 692222 | 2014 UK234               | 21 ottobre 2014   | R. Holmes           |
| 692223 | 2014 UL240               | 18 gennaio 2004   | Spacewatch          |
| 692224 | 2014 UP240               | 14 luglio 2013    | Pan-STARRS          |
| 692225 | 2014 UV240               | 18 ottobre 2014   | Mount Lemmon Survey |
| 692226 | 2014 UX240               | 30 ottobre 2014   | Pan-STARRS          |
| 692227 | 2014 UT246               | 13 ottobre 2014   | Mount Lemmon Survey |
| 692228 | 2014 UP255               | 28 ottobre 2014   | Pan-STARRS          |
| 692229 | 2014 UA257               | 28 ottobre 2014   | Pan-STARRS          |
| 692230 | 2014 UV258               | 24 ottobre 2014   | Mount Lemmon Survey |
| 692231 | 2014 UK263               | 17 ottobre 2014   | Mount Lemmon Survey |
| 692232 | 2014 UM265               | 30 ottobre 2014   | Pan-STARRS          |
| 692233 | 2014 UK267               | 28 ottobre 2014   | Pan-STARRS          |
| 692234 | 2014 UX268               | 29 ottobre 2014   | Pan-STARRS          |
| 692235 | 2014 US269               | 28 ottobre 2014   | Mount Lemmon Survey |
| 692236 | 2014 UR274               | 18 ottobre 2014   | Spacewatch          |
| 692237 | 2014 VX12                | 1 febbraio 2009   | Spacewatch          |
| 692238 | 2014 VN15                | 30 aprile 2013    | SSS                 |
| 692239 | 2014 VJ22                | 12 novembre 2014  | Pan-STARRS          |
| 692240 | 2014 VC26                | 12 novembre 2014  | Pan-STARRS          |
| 692241 | 2014 VQ28                | 14 novembre 2014  | Spacewatch          |
| 692242 | 2014 VU38                | 14 ottobre 2009   | Mount Lemmon Survey |
| 692243 | 2014 VZ38                | 1 novembre 2014   | Mount Lemmon Survey |
| 692244 | 2014 VY41                | 4 novembre 2014   | Mount Lemmon Survey |
| 692245 | 2014 WC3                 | 2 ottobre 2014    | Pan-STARRS          |
| 692246 | 2014 WG5                 | 25 ottobre 2008   | Spacewatch          |
| 692247 | 2014 WC11                | 18 dicembre 2004  | Mount Lemmon Survey |
| 692248 | 2014 WG11                | 1 dicembre 2003   | Spacewatch          |
| 692249 | 2014 WL12                | 2 settembre 2008  | Spacewatch          |
| 692250 | 2014 WR12                | 16 novembre 2014  | Mount Lemmon Survey |
| 692251 | 2014 WX17                | 16 novembre 2014  | Mount Lemmon Survey |
| 692252 | 2014 WR23                | 21 settembre 2009 | Mount Lemmon Survey |
| 692253 | 2014 WL25                | 24 novembre 2009  | Spacewatch          |
| 692254 | 2014 WV29                | 2 ottobre 2006    | Mount Lemmon Survey |
| 692255 | 2014 WZ29                | 18 ottobre 2014   | Mount Lemmon Survey |
| 692256 | 2014 WQ30                | 26 aprile 2001    | C. Barbieri         |
| 692257 | 2014 WT32                | 1 febbraio 2012   | Spacewatch          |
| 692258 | 2014 WV32                | 21 ottobre 2009   | Mount Lemmon Survey |
| 692259 | 2014 WF44                | 21 novembre 2003  | Kitt Peak Obs.      |
| 692260 | 2014 WX45                | 17 novembre 2014  | Pan-STARRS          |
| 692261 | 2014 WK46                | 8 marzo 2008      | Mount Lemmon Survey |
| 692262 | 2014 WR46                | 11 giugno 2013    | Spacewatch          |
| 692263 | 2014 WA47                | 12 maggio 2007    | Spacewatch          |
| 692264 | 2014 WD47                | 8 ottobre 2008    | Spacewatch          |
| 692265 | 2014 WD49                | 17 novembre 2014  | Pan-STARRS          |
| 692266 | 2014 WL49                | 3 aprile 2011     | Pan-STARRS          |
| 692267 | 2014 WO51                | 14 dicembre 2010  | Mount Lemmon Survey |
| 692268 | 2014 WV57                | 31 ottobre 2010   | Mount Lemmon Survey |
| 692269 | 2014 WN58                | 18 ottobre 2014   | Mount Lemmon Survey |
| 692270 | 2014 WP58                | 14 febbraio 2002  | A. C. Becker        |
| 692271 | 2014 WK61                | 18 settembre 2003 | NEAT                |
| 692272 | 2014 WN64                | 29 ottobre 2014   | Pan-STARRS          |
| 692273 | 2014 WU64                | 31 agosto 2014    | Pan-STARRS          |
| 692274 | 2014 WB66                | 3 novembre 2004   | Spacewatch          |
| 692275 | 2014 WE67                | 1 settembre 2010  | LINEAR              |
| 692276 | 2014 WG71                | 11 gennaio 2008   | Spacewatch          |
| 692277 | 2014 WB79                | 13 marzo 2011     | Spacewatch          |
| 692278 | 2014 WR79                | 20 novembre 2009  | Mount Lemmon Survey |
| 692279 | 2014 WP81                | 31 agosto 2014    | Pan-STARRS          |
| 692280 | 2014 WD85                | 13 luglio 2013    | Pan-STARRS          |
| 692281 | 2014 WA87                | 1 novembre 1999   | Spacewatch          |
| 692282 | 2014 WH90                | 28 marzo 2011     | Mount Lemmon Survey |
| 692283 | 2014 WX91                | 13 febbraio 2005  | A. Boattini         |
| 692284 | 2014 WA93                | 23 agosto 2003    | NEAT                |
| 692285 | 2014 WZ93                | 17 novembre 2014  | Mount Lemmon Survey |
| 692286 | 2014 WJ101               | 13 febbraio 2011  | Mount Lemmon Survey |
| 692287 | 2014 WT102               | 28 settembre 2003 | Spacewatch          |
| 692288 | 2014 WD103               | 8 febbraio 2011   | Mount Lemmon Survey |
| 692289 | 2014 WR104               | 29 settembre 2014 | Pan-STARRS          |
| 692290 | 2014 WX105               | 1 ottobre 2014    | Spacewatch          |
| 692291 | 2014 WA107               | 18 novembre 2014  | Mount Lemmon Survey |
| 692292 | 2014 WW107               | 20 ottobre 2003   | Spacewatch          |
| 692293 | 2014 WJ109               | 25 ottobre 2014   | Pan-STARRS          |
| 692294 | 2014 WS111               | 21 maggio 2012    | Pan-STARRS          |
| 692295 | 2014 WC112               | 25 giugno 1995    | Spacewatch          |
| 692296 | 2014 WP115               | 30 ottobre 2014   | Mount Lemmon Survey |
| 692297 | 2014 WB117               | 23 ottobre 2009   | Spacewatch          |
| 692298 | 2014 WA122               | 22 aprile 2013    | Mount Lemmon Survey |
| 692299 | 2014 WZ124               | 20 ottobre 2007   | CSS                 |
| 692300 | 2014 WS140               | 15 agosto 2013    | Pan-STARRS          |

## 692301–692400
| Nome   | Designazione provvisoria | Data di scoperta  | Scopritore               |
| ------ | ------------------------ | ----------------- | ------------------------ |
| 692301 | 2014 WG141               | 17 novembre 2014  | Pan-STARRS               |
| 692302 | 2014 WX144               | 13 novembre 2010  | Mount Lemmon Survey      |
| 692303 | 2014 WL146               | 14 marzo 2007     | Mount Lemmon Survey      |
| 692304 | 2014 WT146               | 14 ottobre 2014   | Spacewatch               |
| 692305 | 2014 WY147               | 31 agosto 2014    | Pan-STARRS               |
| 692306 | 2014 WM148               | 25 ottobre 2001   | SDSS Collaboration       |
| 692307 | 2014 WX153               | 24 aprile 2012    | Mount Lemmon Survey      |
| 692308 | 2014 WC156               | 30 giugno 2013    | Pan-STARRS               |
| 692309 | 2014 WQ158               | 2 ottobre 2014    | Pan-STARRS               |
| 692310 | 2014 WA160               | 9 marzo 2005      | Mount Lemmon Survey      |
| 692311 | 2014 WC161               | 25 aprile 2006    | Spacewatch               |
| 692312 | 2014 WD161               | 18 novembre 2014  | Mount Lemmon Survey      |
| 692313 | 2014 WA163               | 3 aprile 2011     | Pan-STARRS               |
| 692314 | 2014 WA171               | 13 aprile 2012    | Pan-STARRS               |
| 692315 | 2014 WM171               | 14 luglio 2013    | Pan-STARRS               |
| 692316 | 2014 WO171               | 24 settembre 2014 | Mount Lemmon Survey      |
| 692317 | 2014 WU171               | 27 settembre 2009 | Spacewatch               |
| 692318 | 2014 WB176               | 2 settembre 2014  | Pan-STARRS               |
| 692319 | 2014 WC178               | 25 ottobre 2014   | Mount Lemmon Survey      |
| 692320 | 2014 WQ179               | 2 gennaio 2012    | Mount Lemmon Survey      |
| 692321 | 2014 WG184               | 27 ottobre 2008   | Spacewatch               |
| 692322 | 2014 WU185               | 12 settembre 2002 | NEAT                     |
| 692323 | 2014 WQ187               | 10 dicembre 2009  | Mount Lemmon Survey      |
| 692324 | 2014 WV187               | 20 novembre 2014  | Pan-STARRS               |
| 692325 | 2014 WY190               | 30 marzo 2011     | Pan-STARRS               |
| 692326 | 2014 WY192               | 4 settembre 2014  | Pan-STARRS               |
| 692327 | 2014 WC194               | 25 dicembre 2006  | Spacewatch               |
| 692328 | 2014 WQ203               | 24 settembre 2008 | Mount Lemmon Survey      |
| 692329 | 2014 WO206               | 15 aprile 2012    | Pan-STARRS               |
| 692330 | 2014 WH209               | 15 aprile 2013    | Pan-STARRS               |
| 692331 | 2014 WJ211               | 17 novembre 2014  | Pan-STARRS               |
| 692332 | 2014 WR212               | 30 marzo 2011     | Z. Kuli, K. Sárneczky    |
| 692333 | 2014 WJ214               | 27 settembre 2003 | Spacewatch               |
| 692334 | 2014 WM215               | 13 maggio 2007    | Mount Lemmon Survey      |
| 692335 | 2014 WB216               | 18 novembre 2003  | Spacewatch               |
| 692336 | 2014 WP223               | 25 maggio 2012    | L. Elenin                |
| 692337 | 2014 WY233               | 6 agosto 2014     | Pan-STARRS               |
| 692338 | 2014 WW234               | 23 agosto 2014    | Pan-STARRS               |
| 692339 | 2014 WB236               | 6 settembre 2008  | Mount Lemmon Survey      |
| 692340 | 2014 WC236               | 28 novembre 2006  | Mount Lemmon Survey      |
| 692341 | 2014 WD236               | 14 luglio 2013    | Pan-STARRS               |
| 692342 | 2014 WG237               | 17 novembre 2009  | Mount Lemmon Survey      |
| 692343 | 2014 WO237               | 18 novembre 2009  | Spacewatch               |
| 692344 | 2014 WQ239               | 20 ottobre 2014   | Spacewatch               |
| 692345 | 2014 WH240               | 24 gennaio 2007   | H. Kurosaki, A. Nakajima |
| 692346 | 2014 WL242               | 12 aprile 2013    | Pan-STARRS               |
| 692347 | 2014 WX242               | 6 agosto 2014     | Pan-STARRS               |
| 692348 | 2014 WK243               | 7 giugno 2003     | Spacewatch               |
| 692349 | 2014 WH245               | 13 novembre 2010  | Mount Lemmon Survey      |
| 692350 | 2014 WA247               | 24 settembre 2014 | CSS                      |
| 692351 | 2014 WB247               | 4 novembre 2005   | Spacewatch               |
| 692352 | 2014 WJ247               | 20 novembre 2009  | Spacewatch               |
| 692353 | 2014 WL248               | 27 agosto 2014    | Pan-STARRS               |
| 692354 | 2014 WV248               | 1 dicembre 2010   | Mount Lemmon Survey      |
| 692355 | 2014 WD249               | 14 aprile 2007    | Spacewatch               |
| 692356 | 2014 WC253               | 24 ottobre 2003   | SDSS Collaboration       |
| 692357 | 2014 WG254               | 4 settembre 2008  | Spacewatch               |
| 692358 | 2014 WQ254               | 22 agosto 2006    | NEAT                     |
| 692359 | 2014 WB256               | 20 settembre 2014 | Pan-STARRS               |
| 692360 | 2014 WD258               | 30 dicembre 2008  | Spacewatch               |
| 692361 | 2014 WO263               | 21 novembre 2014  | Pan-STARRS               |
| 692362 | 2014 WW263               | 1 maggio 2006     | Spacewatch               |
| 692363 | 2014 WG264               | 21 novembre 2014  | Pan-STARRS               |
| 692364 | 2014 WP265               | 2 maggio 2013     | Spacewatch               |
| 692365 | 2014 WS265               | 22 settembre 2014 | Pan-STARRS               |
| 692366 | 2014 WY265               | 8 giugno 2012     | Mount Lemmon Survey      |
| 692367 | 2014 WO266               | 25 ottobre 2014   | Mount Lemmon Survey      |
| 692368 | 2014 WL272               | 30 settembre 2003 | Spacewatch               |
| 692369 | 2014 WE277               | 25 marzo 2011     | Mount Lemmon Survey      |
| 692370 | 2014 WB278               | 4 agosto 2013     | Pan-STARRS               |
| 692371 | 2014 WN278               | 19 agosto 2006    | NEAT                     |
| 692372 | 2014 WY278               | 21 novembre 2014  | Pan-STARRS               |
| 692373 | 2014 WQ279               | 6 aprile 2011     | Mount Lemmon Survey      |
| 692374 | 2014 WW282               | 15 luglio 2013    | Pan-STARRS               |
| 692375 | 2014 WT286               | 21 novembre 2014  | Pan-STARRS               |
| 692376 | 2014 WB288               | 21 novembre 2014  | Pan-STARRS               |
| 692377 | 2014 WY289               | 21 novembre 2014  | Pan-STARRS               |
| 692378 | 2014 WQ291               | 11 dicembre 2004  | Spacewatch               |
| 692379 | 2014 WW295               | 9 marzo 2011      | Mount Lemmon Survey      |
| 692380 | 2014 WK297               | 28 gennaio 2011   | Spacewatch               |
| 692381 | 2014 WU297               | 12 luglio 2013    | Pan-STARRS               |
| 692382 | 2014 WR298               | 22 ottobre 2003   | SDSS Collaboration       |
| 692383 | 2014 WP301               | 22 agosto 2014    | Pan-STARRS               |
| 692384 | 2014 WP302               | 27 agosto 2008    | F. Kugel                 |
| 692385 | 2014 WR307               | 2 novembre 2007   | Spacewatch               |
| 692386 | 2014 WL314               | 30 agosto 2014    | Pan-STARRS               |
| 692387 | 2014 WJ315               | 25 agosto 2014    | Pan-STARRS               |
| 692388 | 2014 WY317               | 30 ottobre 2014   | Pan-STARRS               |
| 692389 | 2014 WE318               | 30 ottobre 2014   | Pan-STARRS               |
| 692390 | 2014 WV319               | 22 novembre 2014  | Pan-STARRS               |
| 692391 | 2014 WD320               | 22 novembre 2014  | Pan-STARRS               |
| 692392 | 2014 WH320               | 31 dicembre 1999  | Spacewatch               |
| 692393 | 2014 WO323               | 28 ottobre 2014   | Mount Lemmon Survey      |
| 692394 | 2014 WC324               | 2 aprile 2009     | Spacewatch               |
| 692395 | 2014 WU324               | 29 ottobre 2014   | Pan-STARRS               |
| 692396 | 2014 WN325               | 19 dicembre 2004  | Mount Lemmon Survey      |
| 692397 | 2014 WZ325               | 14 settembre 2002 | NEAT                     |
| 692398 | 2014 WV328               | 30 novembre 2008  | Spacewatch               |
| 692399 | 2014 WF329               | 30 settembre 2003 | Spacewatch               |
| 692400 | 2014 WW329               | 19 aprile 2007    | Mount Lemmon Survey      |

## 692401–692500
| Nome   | Designazione provvisoria | Data di scoperta  | Scopritore          |
| ------ | ------------------------ | ----------------- | ------------------- |
| 692401 | 2014 WB331               | 15 agosto 2013    | Pan-STARRS          |
| 692402 | 2014 WY332               | 13 aprile 2013    | Spacewatch          |
| 692403 | 2014 WJ336               | 16 luglio 2013    | Pan-STARRS          |
| 692404 | 2014 WT339               | 27 aprile 2012    | Pan-STARRS          |
| 692405 | 2014 WL340               | 13 febbraio 2011  | Mount Lemmon Survey |
| 692406 | 2014 WY344               | 17 agosto 2013    | Pan-STARRS          |
| 692407 | 2014 WA345               | 12 dicembre 2004  | Spacewatch          |
| 692408 | 2014 WV347               | 26 ottobre 2014   | Mount Lemmon Survey |
| 692409 | 2014 WX350               | 4 marzo 2011      | CSS                 |
| 692410 | 2014 WN351               | 29 ottobre 2014   | Pan-STARRS          |
| 692411 | 2014 WX351               | 13 dicembre 1999  | Spacewatch          |
| 692412 | 2014 WZ351               | 21 febbraio 2006  | Mount Lemmon Survey |
| 692413 | 2014 WK354               | 23 novembre 2014  | Pan-STARRS          |
| 692414 | 2014 WW356               | 24 novembre 2014  | Mount Lemmon Survey |
| 692415 | 2014 WD357               | 15 giugno 2004    | NEAT                |
| 692416 | 2014 WS358               | 21 novembre 2008  | Mount Lemmon Survey |
| 692417 | 2014 WV362               | 26 novembre 2014  | Mount Lemmon Survey |
| 692418 | 2014 WZ370               | 5 ottobre 2014    | Pan-STARRS          |
| 692419 | 2014 WO376               | 28 settembre 2003 | Spacewatch          |
| 692420 | 2014 WN382               | 22 ottobre 2014   | Mount Lemmon Survey |
| 692421 | 2014 WD384               | 16 dicembre 2007  | Spacewatch          |
| 692422 | 2014 WZ384               | 28 gennaio 2011   | Spacewatch          |
| 692423 | 2014 WC387               | 25 ottobre 2013   | Mount Lemmon Survey |
| 692424 | 2014 WA401               | 15 luglio 2013    | Pan-STARRS          |
| 692425 | 2014 WZ407               | 2 novembre 2007   | Spacewatch          |
| 692426 | 2014 WC411               | 22 novembre 2006  | Mount Lemmon Survey |
| 692427 | 2014 WK411               | 16 maggio 2012    | Mount Lemmon Survey |
| 692428 | 2014 WX412               | 26 novembre 2014  | Pan-STARRS          |
| 692429 | 2014 WN413               | 3 settembre 2013  | Pan-STARRS          |
| 692430 | 2014 WV414               | 8 novembre 2007   | Mount Lemmon Survey |
| 692431 | 2014 WD416               | 26 novembre 2014  | Pan-STARRS          |
| 692432 | 2014 WD417               | 26 novembre 2014  | Pan-STARRS          |
| 692433 | 2014 WF417               | 30 settembre 2003 | Spacewatch          |
| 692434 | 2014 WA420               | 13 ottobre 2010   | Mount Lemmon Survey |
| 692435 | 2014 WJ420               | 26 novembre 2014  | Pan-STARRS          |
| 692436 | 2014 WN422               | 26 novembre 2014  | Pan-STARRS          |
| 692437 | 2014 WA429               | 26 novembre 2014  | Pan-STARRS          |
| 692438 | 2014 WO430               | 30 novembre 2003  | Spacewatch          |
| 692439 | 2014 WG431               | 16 novembre 1998  | Spacewatch          |
| 692440 | 2014 WC436               | 10 ottobre 2008   | Spacewatch          |
| 692441 | 2014 WT436               | 4 novembre 2014   | Mount Lemmon Survey |
| 692442 | 2014 WL438               | 7 ottobre 2008    | Spacewatch          |
| 692443 | 2014 WU438               | 22 ottobre 2003   | Spacewatch          |
| 692444 | 2014 WZ439               | 17 ottobre 2009   | Mount Lemmon Survey |
| 692445 | 2014 WG445               | 14 novembre 2014  | Spacewatch          |
| 692446 | 2014 WN447               | 21 dicembre 2006  | Spacewatch          |
| 692447 | 2014 WF449               | 8 gennaio 2010    | Spacewatch          |
| 692448 | 2014 WS449               | 9 ottobre 2008    | Mount Lemmon Survey |
| 692449 | 2014 WN450               | 10 marzo 2005     | Mount Lemmon Survey |
| 692450 | 2014 WC453               | 18 dicembre 2009  | Mount Lemmon Survey |
| 692451 | 2014 WH460               | 18 novembre 2014  | Mount Lemmon Survey |
| 692452 | 2014 WD464               | 17 novembre 2014  | Pan-STARRS          |
| 692453 | 2014 WM466               | 19 novembre 2014  | Pan-STARRS          |
| 692454 | 2014 WN466               | 6 marzo 2011      | Mount Lemmon Survey |
| 692455 | 2014 WM470               | 17 ottobre 2010   | Mount Lemmon Survey |
| 692456 | 2014 WR470               | 9 maggio 1996     | Spacewatch          |
| 692457 | 2014 WO473               | 22 novembre 2006  | Mount Lemmon Survey |
| 692458 | 2014 WN476               | 11 gennaio 2011   | Mount Lemmon Survey |
| 692459 | 2014 WU478               | 28 novembre 2014  | Pan-STARRS          |
| 692460 | 2014 WP481               | 9 gennaio 2011    | Mount Lemmon Survey |
| 692461 | 2014 WZ481               | 18 ottobre 2003   | Spacewatch          |
| 692462 | 2014 WT483               | 19 giugno 2006    | Mount Lemmon Survey |
| 692463 | 2014 WD487               | 18 aprile 2012    | Spacewatch          |
| 692464 | 2014 WZ488               | 1 aprile 2008     | Spacewatch          |
| 692465 | 2014 WB489               | 30 novembre 2014  | Mount Lemmon Survey |
| 692466 | 2014 WO490               | 20 novembre 2014  | Pan-STARRS          |
| 692467 | 2014 WN491               | 21 novembre 2014  | Pan-STARRS          |
| 692468 | 2014 WZ494               | 4 ottobre 2013    | Mount Lemmon Survey |
| 692469 | 2014 WB496               | 1 marzo 2011      | CSS                 |
| 692470 | 2014 WW500               | 11 febbraio 2004  | Spacewatch          |
| 692471 | 2014 WA508               | 28 giugno 2013    | Pan-STARRS          |
| 692472 | 2014 WG516               | 26 novembre 2014  | Pan-STARRS          |
| 692473 | 2014 WR516               | 9 ottobre 2008    | Mount Lemmon Survey |
| 692474 | 2014 WC522               | 22 novembre 2014  | Pan-STARRS          |
| 692475 | 2014 WJ529               | 13 marzo 2007     | Spacewatch          |
| 692476 | 2014 WO533               | 28 novembre 2014  | Pan-STARRS          |
| 692477 | 2014 WV534               | 3 ottobre 2013    | Mount Lemmon Survey |
| 692478 | 2014 WL535               | 27 novembre 2014  | Pan-STARRS          |
| 692479 | 2014 WY535               | 23 dicembre 2012  | Pan-STARRS          |
| 692480 | 2014 WQ538               | 26 novembre 2014  | Pan-STARRS          |
| 692481 | 2014 WC541               | 28 novembre 2014  | Pan-STARRS          |
| 692482 | 2014 WG546               | 27 novembre 2014  | Pan-STARRS          |
| 692483 | 2014 WR563               | 26 novembre 2014  | Pan-STARRS          |
| 692484 | 2014 WC567               | 22 novembre 2014  | Pan-STARRS          |
| 692485 | 2014 WP567               | 26 novembre 2014  | Pan-STARRS          |
| 692486 | 2014 WM568               | 22 novembre 2014  | Pan-STARRS          |
| 692487 | 2014 WM569               | 16 novembre 2014  | Mount Lemmon Survey |
| 692488 | 2014 WM571               | 17 novembre 2014  | Pan-STARRS          |
| 692489 | 2014 WU571               | 29 novembre 2014  | Mount Lemmon Survey |
| 692490 | 2014 WX575               | 17 novembre 2014  | Pan-STARRS          |
| 692491 | 2014 WK578               | 17 novembre 2014  | Pan-STARRS          |
| 692492 | 2014 WC579               | 28 novembre 2014  | Pan-STARRS          |
| 692493 | 2014 WJ579               | 20 novembre 2014  | Pan-STARRS          |
| 692494 | 2014 WM580               | 26 novembre 2014  | Pan-STARRS          |
| 692495 | 2014 WS580               | 30 novembre 2014  | Spacewatch          |
| 692496 | 2014 WT586               | 29 novembre 2014  | Mount Lemmon Survey |
| 692497 | 2014 WP593               | 17 novembre 2014  | Pan-STARRS          |
| 692498 | 2014 WH595               | 22 novembre 2014  | Pan-STARRS          |
| 692499 | 2014 WS598               | 27 novembre 2014  | Pan-STARRS          |
| 692500 | 2014 WP601               | 17 novembre 2014  | Pan-STARRS          |

## 692501–692600
| Nome   | Designazione provvisoria | Data di scoperta  | Scopritore          |
| ------ | ------------------------ | ----------------- | ------------------- |
| 692501 | 2014 WM605               | 27 novembre 2014  | Mount Lemmon Survey |
| 692502 | 2014 WU606               | 26 novembre 2014  | Pan-STARRS          |
| 692503 | 2014 WL608               | 20 novembre 2014  | Mount Lemmon Survey |
| 692504 | 2014 WB610               | 22 novembre 2014  | Mount Lemmon Survey |
| 692505 | 2014 WT610               | 26 novembre 2014  | Pan-STARRS          |
| 692506 | 2014 XP1                 | 18 settembre 2010 | Mount Lemmon Survey |
| 692507 | 2014 XL2                 | 10 gennaio 2010   | Spacewatch          |
| 692508 | 2014 XN2                 | 22 novembre 2014  | Pan-STARRS          |
| 692509 | 2014 XP2                 | 17 novembre 2014  | Pan-STARRS          |
| 692510 | 2014 XV3                 | 1 dicembre 2014   | Pan-STARRS          |
| 692511 | 2014 XF4                 | 26 agosto 2009    | CSS                 |
| 692512 | 2014 XQ8                 | 8 dicembre 2010   | L. Elenin           |
| 692513 | 2014 XJ10                | 4 novembre 2014   | Pan-STARRS          |
| 692514 | 2014 XJ12                | 12 ottobre 2007   | Spacewatch          |
| 692515 | 2014 XX22                | 29 novembre 2014  | Mount Lemmon Survey |
| 692516 | 2014 XF23                | 29 settembre 2008 | Mount Lemmon Survey |
| 692517 | 2014 XV24                | 19 ottobre 2010   | Mount Lemmon Survey |
| 692518 | 2014 XF25                | 21 ottobre 2007   | Mount Lemmon Survey |
| 692519 | 2014 XK35                | 16 maggio 2013    | Mount Lemmon Survey |
| 692520 | 2014 XC36                | 23 settembre 2008 | Spacewatch          |
| 692521 | 2014 XJ36                | 23 ottobre 2011   | Pan-STARRS          |
| 692522 | 2014 XT38                | 18 luglio 2013    | Pan-STARRS          |
| 692523 | 2014 XH41                | 8 novembre 2011   | Pan-STARRS          |
| 692524 | 2014 XO41                | 1 dicembre 2014   | Pan-STARRS          |
| 692525 | 2014 XW49                | 16 dicembre 2006  | Mount Lemmon Survey |
| 692526 | 2014 XX49                | 10 dicembre 2014  | Mount Lemmon Survey |
| 692527 | 2014 XY49                | 12 dicembre 2014  | Pan-STARRS          |
| 692528 | 2014 XW50                | 10 dicembre 2014  | Mount Lemmon Survey |
| 692529 | 2014 XC51                | 10 dicembre 2014  | Pan-STARRS          |
| 692530 | 2014 XX51                | 11 dicembre 2014  | Mount Lemmon Survey |
| 692531 | 2014 XQ54                | 12 dicembre 2014  | Pan-STARRS          |
| 692532 | 2014 XB57                | 10 dicembre 2014  | Mount Lemmon Survey |
| 692533 | 2014 YN2                 | 16 maggio 2005    | NEAT                |
| 692534 | 2014 YQ3                 | 26 novembre 2014  | Pan-STARRS          |
| 692535 | 2014 YX3                 | 28 ottobre 2014   | Pan-STARRS          |
| 692536 | 2014 YF6                 | 8 dicembre 2010   | Mount Lemmon Survey |
| 692537 | 2014 YE8                 | 1 dicembre 2008   | Spacewatch          |
| 692538 | 2014 YY15                | 8 agosto 2005     | Cerro Tololo Obs.   |
| 692539 | 2014 YC19                | 15 settembre 2013 | Mount Lemmon Survey |
| 692540 | 2014 YU19                | 17 ottobre 2010   | Mount Lemmon Survey |
| 692541 | 2014 YK25                | 3 novembre 2010   | Mount Lemmon Survey |
| 692542 | 2014 YO25                | 17 novembre 2014  | Mount Lemmon Survey |
| 692543 | 2014 YA26                | 10 dicembre 2014  | Mount Lemmon Survey |
| 692544 | 2014 YM26                | 15 luglio 2004    | Cerro Tololo Obs.   |
| 692545 | 2014 YJ33                | 9 febbraio 2005   | Spacewatch          |
| 692546 | 2014 YK37                | 12 dicembre 2014  | Pan-STARRS          |
| 692547 | 2014 YL39                | 1 dicembre 2014   | Pan-STARRS          |
| 692548 | 2014 YN45                | 1 ottobre 2011    | K. Sárneczky        |
| 692549 | 2014 YS45                | 19 gennaio 2015   | Pan-STARRS          |
| 692550 | 2014 YN46                | 17 gennaio 2007   | Spacewatch          |
| 692551 | 2014 YR47                | 14 dicembre 2010  | Mount Lemmon Survey |
| 692552 | 2014 YS54                | 12 aprile 2005    | Mount Lemmon Survey |
| 692553 | 2014 YS56                | 18 dicembre 2014  | Pan-STARRS          |
| 692554 | 2014 YT56                | 14 giugno 2012    | Mount Lemmon Survey |
| 692555 | 2014 YM57                | 21 dicembre 2014  | Pan-STARRS          |
| 692556 | 2014 YL59                | 30 gennaio 2011   | Mount Lemmon Survey |
| 692557 | 2014 YE60                | 21 dicembre 2014  | Pan-STARRS          |
| 692558 | 2014 YH60                | 8 febbraio 2011   | Mount Lemmon Survey |
| 692559 | 2014 YB62                | 29 dicembre 2014  | Pan-STARRS          |
| 692560 | 2014 YY63                | 27 dicembre 2014  | Pan-STARRS          |
| 692561 | 2014 YF64                | 10 settembre 2007 | Mount Lemmon Survey |
| 692562 | 2014 YA75                | 21 dicembre 2014  | Pan-STARRS          |
| 692563 | 2014 YQ77                | 20 dicembre 2014  | Pan-STARRS          |
| 692564 | 2014 YZ77                | 29 dicembre 2014  | Mount Lemmon Survey |
| 692565 | 2014 YP78                | 26 dicembre 2014  | Pan-STARRS          |
| 692566 | 2014 YG79                | 29 dicembre 2014  | Pan-STARRS          |
| 692567 | 2014 YL79                | 21 dicembre 2014  | Pan-STARRS          |
| 692568 | 2014 YM79                | 23 dicembre 2014  | Mount Lemmon Survey |
| 692569 | 2014 YA80                | 20 dicembre 2014  | Pan-STARRS          |
| 692570 | 2014 YB80                | 26 dicembre 2014  | Pan-STARRS          |
| 692571 | 2014 YM80                | 29 marzo 2008     | Mount Lemmon Survey |
| 692572 | 2014 YB81                | 21 dicembre 2014  | Pan-STARRS          |
| 692573 | 2014 YL82                | 21 dicembre 2014  | Pan-STARRS          |
| 692574 | 2014 YQ82                | 18 dicembre 2014  | Pan-STARRS          |
| 692575 | 2014 YF84                | 29 dicembre 2014  | Pan-STARRS          |
| 692576 | 2014 YK88                | 8 febbraio 2011   | Mount Lemmon Survey |
| 692577 | 2014 YW90                | 28 dicembre 2014  | Mount Lemmon Survey |
| 692578 | 2014 YZ90                | 21 dicembre 2014  | Pan-STARRS          |
| 692579 | 2014 YV91                | 29 dicembre 2014  | Pan-STARRS          |
| 692580 | 2014 YU93                | 16 dicembre 2014  | Pan-STARRS          |
| 692581 | 2014 YJ94                | 29 dicembre 2014  | Pan-STARRS          |
| 692582 | 2014 YU96                | 10 gennaio 2006   | Mount Lemmon Survey |
| 692583 | 2014 YV99                | 16 dicembre 2014  | Pan-STARRS          |
| 692584 | 2015 AN3                 | 3 dicembre 2008   | Mount Lemmon Survey |
| 692585 | 2015 AZ3                 | 22 novembre 2014  | Pan-STARRS          |
| 692586 | 2015 AL13                | 18 settembre 2001 | SDSS Collaboration  |
| 692587 | 2015 AR13                | 21 novembre 2014  | Pan-STARRS          |
| 692588 | 2015 AR20                | 20 novembre 2014  | Pan-STARRS          |
| 692589 | 2015 AK21                | 26 novembre 2014  | Pan-STARRS          |
| 692590 | 2015 AW22                | 27 ottobre 2008   | Mount Lemmon Survey |
| 692591 | 2015 AP23                | 26 novembre 2014  | Pan-STARRS          |
| 692592 | 2015 AR25                | 19 dicembre 2014  | Pan-STARRS          |
| 692593 | 2015 AE26                | 12 gennaio 2015   | Pan-STARRS          |
| 692594 | 2015 AR27                | 13 gennaio 2015   | Pan-STARRS          |
| 692595 | 2015 AU27                | 31 marzo 2011     | Mount Lemmon Survey |
| 692596 | 2015 AV27                | 13 gennaio 2015   | Pan-STARRS          |
| 692597 | 2015 AA31                | 21 dicembre 2014  | Pan-STARRS          |
| 692598 | 2015 AV31                | 5 dicembre 2010   | Mount Lemmon Survey |
| 692599 | 2015 AF34                | 21 maggio 2012    | Pan-STARRS          |
| 692600 | 2015 AH34                | 13 settembre 2013 | Mount Lemmon Survey |

## 692601–692700
| Nome   | Designazione provvisoria | Data di scoperta  | Scopritore                      |
| ------ | ------------------------ | ----------------- | ------------------------------- |
| 692601 | 2015 AK36                | 14 gennaio 2011   | Mount Lemmon Survey             |
| 692602 | 2015 AR37                | 13 gennaio 2015   | Pan-STARRS                      |
| 692603 | 2015 AG42                | 14 gennaio 2015   | Pan-STARRS                      |
| 692604 | 2015 AJ42                | 16 maggio 2012    | Spacewatch                      |
| 692605 | 2015 AD47                | 1 novembre 2014   | Mount Lemmon Survey             |
| 692606 | 2015 AA50                | 27 gennaio 2007   | Spacewatch                      |
| 692607 | 2015 AV50                | 13 maggio 2004    | Spacewatch                      |
| 692608 | 2015 AR51                | 13 gennaio 2015   | Pan-STARRS                      |
| 692609 | 2015 AE53                | 26 settembre 2006 | CSS                             |
| 692610 | 2015 AE56                | 26 dicembre 2014  | Pan-STARRS                      |
| 692611 | 2015 AG58                | 8 aprile 2008     | Mount Lemmon Survey             |
| 692612 | 2015 AX64                | 13 gennaio 2015   | Pan-STARRS                      |
| 692613 | 2015 AR67                | 13 gennaio 2015   | Pan-STARRS                      |
| 692614 | 2015 AT69                | 23 giugno 2012    | Mount Lemmon Survey             |
| 692615 | 2015 AU71                | 30 gennaio 2011   | Mount Lemmon Survey             |
| 692616 | 2015 AB73                | 13 gennaio 2015   | Pan-STARRS                      |
| 692617 | 2015 AC76                | 13 gennaio 2015   | Pan-STARRS                      |
| 692618 | 2015 AR76                | 25 febbraio 2011  | Spacewatch                      |
| 692619 | 2015 AQ77                | 27 agosto 2005    | Spacewatch                      |
| 692620 | 2015 AQ78                | 23 febbraio 2007  | Mount Lemmon Survey             |
| 692621 | 2015 AP79                | 1 gennaio 2009    | Mount Lemmon Survey             |
| 692622 | 2015 AW80                | 13 gennaio 2015   | Pan-STARRS                      |
| 692623 | 2015 AK81                | 21 dicembre 2014  | Pan-STARRS                      |
| 692624 | 2015 AO87                | 4 febbraio 2005   | Spacewatch                      |
| 692625 | 2015 AZ89                | 26 marzo 2011     | Mount Lemmon Survey             |
| 692626 | 2015 AC95                | 14 gennaio 2015   | Pan-STARRS                      |
| 692627 | 2015 AX102               | 26 aprile 2008    | Mount Lemmon Survey             |
| 692628 | 2015 AE104               | 30 settembre 2013 | S. Mottola, G. Proffe           |
| 692629 | 2015 AQ105               | 21 dicembre 2014  | Mount Lemmon Survey             |
| 692630 | 2015 AM110               | 28 febbraio 2008  | Mount Lemmon Survey             |
| 692631 | 2015 AF111               | 21 dicembre 2014  | Pan-STARRS                      |
| 692632 | 2015 AM111               | 8 febbraio 2011   | Mount Lemmon Survey             |
| 692633 | 2015 AC112               | 30 aprile 2011    | Pan-STARRS                      |
| 692634 | 2015 AG118               | 4 giugno 2011     | Mount Lemmon Survey             |
| 692635 | 2015 AQ118               | 28 gennaio 2007   | Mount Lemmon Survey             |
| 692636 | 2015 AL122               | 14 gennaio 2015   | Pan-STARRS                      |
| 692637 | 2015 AD125               | 5 novembre 2013   | PTF                             |
| 692638 | 2015 AF128               | 21 dicembre 2014  | Pan-STARRS                      |
| 692639 | 2015 AY128               | 21 ottobre 2006   | Mount Lemmon Survey             |
| 692640 | 2015 AN129               | 21 dicembre 2014  | Mount Lemmon Survey             |
| 692641 | 2015 AU129               | 13 febbraio 2007  | Mount Lemmon Survey             |
| 692642 | 2015 AQ130               | 9 ottobre 2007    | Mount Lemmon Survey             |
| 692643 | 2015 AN133               | 7 febbraio 2011   | Mount Lemmon Survey             |
| 692644 | 2015 AV135               | 29 maggio 2008    | Spacewatch                      |
| 692645 | 2015 AK136               | 4 dicembre 2008   | Mount Lemmon Survey             |
| 692646 | 2015 AZ136               | 4 maggio 2005     | Osservatorio di Mauna Kea       |
| 692647 | 2015 AS138               | 28 marzo 2008     | Mount Lemmon Survey             |
| 692648 | 2015 AN141               | 14 gennaio 2015   | Pan-STARRS                      |
| 692649 | 2015 AD144               | 21 dicembre 2014  | Pan-STARRS                      |
| 692650 | 2015 AS145               | 11 aprile 2005    | Mount Lemmon Survey             |
| 692651 | 2015 AY152               | 15 settembre 2013 | Mount Lemmon Survey             |
| 692652 | 2015 AD163               | 14 gennaio 2015   | Pan-STARRS                      |
| 692653 | 2015 AX170               | 11 marzo 2007     | Spacewatch                      |
| 692654 | 2015 AZ176               | 27 agosto 2009    | Spacewatch                      |
| 692655 | 2015 AB185               | 28 gennaio 2007   | Mount Lemmon Survey             |
| 692656 | 2015 AT187               | 24 dicembre 2006  | Spacewatch                      |
| 692657 | 2015 AL189               | 14 gennaio 2011   | Spacewatch                      |
| 692658 | 2015 AT193               | 14 gennaio 2015   | Pan-STARRS                      |
| 692659 | 2015 AO194               | 27 gennaio 2007   | Spacewatch                      |
| 692660 | 2015 AF200               | 10 ottobre 2004   | L. H. Wasserman, J. R. Lovering |
| 692661 | 2015 AZ201               | 14 gennaio 2015   | Pan-STARRS                      |
| 692662 | 2015 AQ202               | 13 febbraio 2010  | Mount Lemmon Survey             |
| 692663 | 2015 AA205               | 14 gennaio 2011   | Spacewatch                      |
| 692664 | 2015 AB207               | 10 novembre 2014  | Pan-STARRS                      |
| 692665 | 2015 AA209               | 26 ottobre 2014   | Pan-STARRS                      |
| 692666 | 2015 AU210               | 15 gennaio 2015   | Pan-STARRS                      |
| 692667 | 2015 AV210               | 16 dicembre 2014  | Pan-STARRS                      |
| 692668 | 2015 AG212               | 10 dicembre 2014  | Pan-STARRS                      |
| 692669 | 2015 AA214               | 16 luglio 2013    | Pan-STARRS                      |
| 692670 | 2015 AV215               | 16 dicembre 2014  | Pan-STARRS                      |
| 692671 | 2015 AP216               | 11 dicembre 2014  | Pan-STARRS                      |
| 692672 | 2015 AF219               | 15 gennaio 2015   | Pan-STARRS                      |
| 692673 | 2015 AO219               | 15 gennaio 2015   | Pan-STARRS                      |
| 692674 | 2015 AO221               | 15 gennaio 2015   | Pan-STARRS                      |
| 692675 | 2015 AH222               | 15 gennaio 2015   | Mount Lemmon Survey             |
| 692676 | 2015 AR224               | 1 ottobre 2013    | Mount Lemmon Survey             |
| 692677 | 2015 AF227               | 15 gennaio 2015   | Pan-STARRS                      |
| 692678 | 2015 AM229               | 15 gennaio 2015   | Pan-STARRS                      |
| 692679 | 2015 AP229               | 17 marzo 2004     | Spacewatch                      |
| 692680 | 2015 AY237               | 11 febbraio 2011  | Mount Lemmon Survey             |
| 692681 | 2015 AX240               | 15 gennaio 2015   | Pan-STARRS                      |
| 692682 | 2015 AC241               | 15 gennaio 2015   | Pan-STARRS                      |
| 692683 | 2015 AW241               | 15 gennaio 2015   | Pan-STARRS                      |
| 692684 | 2015 AM242               | 15 gennaio 2015   | Pan-STARRS                      |
| 692685 | 2015 AB247               | 7 gennaio 2010    | Mount Lemmon Survey             |
| 692686 | 2015 AD251               | 12 febbraio 2011  | Mount Lemmon Survey             |
| 692687 | 2015 AU253               | 14 gennaio 2015   | Pan-STARRS                      |
| 692688 | 2015 AU265               | 13 gennaio 2015   | Pan-STARRS                      |
| 692689 | 2015 AB268               | 13 gennaio 2015   | Pan-STARRS                      |
| 692690 | 2015 AP268               | 19 gennaio 2004   | Spacewatch                      |
| 692691 | 2015 AQ269               | 12 ottobre 2013   | CSS                             |
| 692692 | 2015 AX274               | 1 ottobre 2005    | Mount Lemmon Survey             |
| 692693 | 2015 AA278               | 17 novembre 2009  | Mount Lemmon Survey             |
| 692694 | 2015 AT280               | 26 novembre 2014  | Pan-STARRS                      |
| 692695 | 2015 AO282               | 11 gennaio 2015   | Pan-STARRS                      |
| 692696 | 2015 AK283               | 26 febbraio 2007  | Mount Lemmon Survey             |
| 692697 | 2015 AZ283               | 27 gennaio 2015   | Pan-STARRS                      |
| 692698 | 2015 AD284               | 20 settembre 2014 | Pan-STARRS                      |
| 692699 | 2015 AV285               | 21 novembre 2005  | Spacewatch                      |
| 692700 | 2015 AS288               | 16 maggio 2012    | Spacewatch                      |

## 692701–692800
| Nome   | Designazione provvisoria | Data di scoperta  | Scopritore                    |
| ------ | ------------------------ | ----------------- | ----------------------------- |
| 692701 | 2015 AG293               | 28 ottobre 2005   | Spacewatch                    |
| 692702 | 2015 AG299               | 15 gennaio 2015   | Pan-STARRS                    |
| 692703 | 2015 AT299               | 14 gennaio 2015   | Pan-STARRS                    |
| 692704 | 2015 AS301               | 9 gennaio 2015    | Pan-STARRS                    |
| 692705 | 2015 AD304               | 15 gennaio 2015   | Pan-STARRS                    |
| 692706 | 2015 AY304               | 13 luglio 2004    | SSS                           |
| 692707 | 2015 AB306               | 17 gennaio 2015   | Pan-STARRS                    |
| 692708 | 2015 AK306               | 13 gennaio 2015   | Pan-STARRS                    |
| 692709 | 2015 BF5                 | 15 giugno 2012    | Mount Lemmon Survey           |
| 692710 | 2015 BR13                | 15 aprile 2005    | CSS                           |
| 692711 | 2015 BL15                | 16 gennaio 2009   | Mount Lemmon Survey           |
| 692712 | 2015 BH16                | 10 febbraio 2011  | Mount Lemmon Survey           |
| 692713 | 2015 BF20                | 16 gennaio 2015   | Spacewatch                    |
| 692714 | 2015 BW29                | 16 gennaio 2015   | Pan-STARRS                    |
| 692715 | 2015 BC31                | 5 ottobre 2013    | Pan-STARRS                    |
| 692716 | 2015 BP32                | 31 agosto 2005    | Spacewatch                    |
| 692717 | 2015 BX34                | 16 gennaio 2015   | Pan-STARRS                    |
| 692718 | 2015 BS38                | 19 marzo 2010     | Spacewatch                    |
| 692719 | 2015 BY39                | 12 gennaio 2011   | Spacewatch                    |
| 692720 | 2015 BW44                | 7 febbraio 2011   | Mount Lemmon Survey           |
| 692721 | 2015 BO45                | 10 gennaio 2010   | Spacewatch                    |
| 692722 | 2015 BO46                | 17 dicembre 2003  | Spacewatch                    |
| 692723 | 2015 BT46                | 17 gennaio 2015   | Pan-STARRS                    |
| 692724 | 2015 BA47                | 8 gennaio 2010    | Spacewatch                    |
| 692725 | 2015 BK48                | 16 dicembre 2014  | Pan-STARRS                    |
| 692726 | 2015 BZ49                | 10 settembre 2007 | Spacewatch                    |
| 692727 | 2015 BU52                | 7 maggio 2006     | Mount Lemmon Survey           |
| 692728 | 2015 BO53                | 17 gennaio 2015   | Mount Lemmon Survey           |
| 692729 | 2015 BT54                | 14 marzo 2011     | Mount Lemmon Survey           |
| 692730 | 2015 BC58                | 12 ottobre 2005   | Spacewatch                    |
| 692731 | 2015 BD58                | 2 dicembre 2005   | Spacewatch                    |
| 692732 | 2015 BG58                | 17 gennaio 2015   | Pan-STARRS                    |
| 692733 | 2015 BJ58                | 29 ottobre 2005   | Spacewatch                    |
| 692734 | 2015 BQ60                | 19 novembre 2007  | Mount Lemmon Survey           |
| 692735 | 2015 BV60                | 17 gennaio 2015   | Pan-STARRS                    |
| 692736 | 2015 BW62                | 17 gennaio 2015   | Pan-STARRS                    |
| 692737 | 2015 BA63                | 17 gennaio 2015   | Pan-STARRS                    |
| 692738 | 2015 BC63                | 17 gennaio 2015   | Pan-STARRS                    |
| 692739 | 2015 BX64                | 28 ottobre 2013   | Mount Lemmon Survey           |
| 692740 | 2015 BJ66                | 8 febbraio 2011   | Mount Lemmon Survey           |
| 692741 | 2015 BG73                | 29 marzo 2012     | Pan-STARRS                    |
| 692742 | 2015 BF80                | 30 aprile 2011    | Mount Lemmon Survey           |
| 692743 | 2015 BH80                | 1 aprile 2012     | Mount Lemmon Survey           |
| 692744 | 2015 BH82                | 18 gennaio 2015   | Mount Lemmon Survey           |
| 692745 | 2015 BS82                | 18 gennaio 2015   | Mount Lemmon Survey           |
| 692746 | 2015 BS85                | 18 gennaio 2015   | Mount Lemmon Survey           |
| 692747 | 2015 BT88                | 18 gennaio 2015   | Pan-STARRS                    |
| 692748 | 2015 BU94                | 16 gennaio 2015   | Mount Lemmon Survey           |
| 692749 | 2015 BA97                | 30 gennaio 2011   | Spacewatch                    |
| 692750 | 2015 BA98                | 26 dicembre 2014  | Pan-STARRS                    |
| 692751 | 2015 BN102               | 23 febbraio 2001  | A. C. Becker, I. dell'Antonio |
| 692752 | 2015 BV117               | 27 gennaio 2011   | Mount Lemmon Survey           |
| 692753 | 2015 BV135               | 1 aprile 2003     | M. W. Buie, A. B. Jordan      |
| 692754 | 2015 BL144               | 18 dicembre 2014  | Pan-STARRS                    |
| 692755 | 2015 BM147               | 15 dicembre 2001  | SDSS Collaboration            |
| 692756 | 2015 BF148               | 17 gennaio 2015   | Pan-STARRS                    |
| 692757 | 2015 BB151               | 17 gennaio 2015   | Pan-STARRS                    |
| 692758 | 2015 BU151               | 17 gennaio 2015   | Pan-STARRS                    |
| 692759 | 2015 BW152               | 22 febbraio 2011  | Spacewatch                    |
| 692760 | 2015 BG164               | 17 novembre 2009  | Mount Lemmon Survey           |
| 692761 | 2015 BR166               | 17 gennaio 2015   | Pan-STARRS                    |
| 692762 | 2015 BZ168               | 10 febbraio 2011  | Mount Lemmon Survey           |
| 692763 | 2015 BS169               | 2 marzo 2011      | Spacewatch                    |
| 692764 | 2015 BG174               | 25 febbraio 2007  | Spacewatch                    |
| 692765 | 2015 BQ174               | 17 gennaio 2015   | Pan-STARRS                    |
| 692766 | 2015 BM186               | 11 ottobre 2012   | Mount Lemmon Survey           |
| 692767 | 2015 BP190               | 5 settembre 2008  | Spacewatch                    |
| 692768 | 2015 BQ193               | 29 settembre 2010 | Mount Lemmon Survey           |
| 692769 | 2015 BO195               | 17 gennaio 2015   | Pan-STARRS                    |
| 692770 | 2015 BG197               | 20 settembre 2001 | Spacewatch                    |
| 692771 | 2015 BD198               | 25 marzo 2010     | Spacewatch                    |
| 692772 | 2015 BL200               | 17 gennaio 2015   | Pan-STARRS                    |
| 692773 | 2015 BL201               | 17 gennaio 2015   | Pan-STARRS                    |
| 692774 | 2015 BV204               | 8 ottobre 2008    | Spacewatch                    |
| 692775 | 2015 BW204               | 28 gennaio 2007   | Spacewatch                    |
| 692776 | 2015 BE210               | 10 febbraio 2008  | Spacewatch                    |
| 692777 | 2015 BC211               | 12 dicembre 2006  | Mount Lemmon Survey           |
| 692778 | 2015 BN212               | 10 settembre 2013 | Pan-STARRS                    |
| 692779 | 2015 BG213               | 26 dicembre 2014  | C. Rinner                     |
| 692780 | 2015 BV214               | 13 febbraio 2011  | Mount Lemmon Survey           |
| 692781 | 2015 BO215               | 9 gennaio 2011    | R. Holmes                     |
| 692782 | 2015 BP216               | 22 aprile 2009    | Mount Lemmon Survey           |
| 692783 | 2015 BZ216               | 18 gennaio 2015   | Pan-STARRS                    |
| 692784 | 2015 BK217               | 13 settembre 2005 | Spacewatch                    |
| 692785 | 2015 BP220               | 26 dicembre 2014  | Pan-STARRS                    |
| 692786 | 2015 BC225               | 29 gennaio 2011   | Mount Lemmon Survey           |
| 692787 | 2015 BQ225               | 1 ottobre 2005    | Mount Lemmon Survey           |
| 692788 | 2015 BQ226               | 13 novembre 2010  | Mount Lemmon Survey           |
| 692789 | 2015 BY230               | 21 dicembre 2014  | Pan-STARRS                    |
| 692790 | 2015 BJ231               | 25 settembre 2006 | CSS                           |
| 692791 | 2015 BQ232               | 29 dicembre 2014  | Pan-STARRS                    |
| 692792 | 2015 BA238               | 10 novembre 2005  | Spacewatch                    |
| 692793 | 2015 BS240               | 21 aprile 2004    | Spacewatch                    |
| 692794 | 2015 BL243               | 18 gennaio 2015   | Pan-STARRS                    |
| 692795 | 2015 BV243               | 5 febbraio 2011   | Pan-STARRS                    |
| 692796 | 2015 BH244               | 6 febbraio 2011   | Mount Lemmon Survey           |
| 692797 | 2015 BJ249               | 13 marzo 2010     | Mount Lemmon Survey           |
| 692798 | 2015 BS249               | 25 febbraio 2011  | Mount Lemmon Survey           |
| 692799 | 2015 BR256               | 25 novembre 2005  | Mount Lemmon Survey           |
| 692800 | 2015 BH257               | 2 febbraio 2009   | Mount Lemmon Survey           |

## 692801–692900
| Nome   | Designazione provvisoria | Data di scoperta  | Scopritore                    |
| ------ | ------------------------ | ----------------- | ----------------------------- |
| 692801 | 2015 BV257               | 18 gennaio 2015   | Pan-STARRS                    |
| 692802 | 2015 BB258               | 18 gennaio 2015   | Pan-STARRS                    |
| 692803 | 2015 BM260               | 18 gennaio 2015   | Pan-STARRS                    |
| 692804 | 2015 BB263               | 15 giugno 2004    | LINEAR                        |
| 692805 | 2015 BP267               | 10 novembre 2014  | Pan-STARRS                    |
| 692806 | 2015 BA268               | 20 giugno 2013    | Mount Lemmon Survey           |
| 692807 | 2015 BP276               | 26 febbraio 2009  | Spacewatch                    |
| 692808 | 2015 BF280               | 19 gennaio 2015   | Pan-STARRS                    |
| 692809 | 2015 BM280               | 9 novembre 2005   | K. Sárneczky                  |
| 692810 | 2015 BN282               | 19 gennaio 2015   | Pan-STARRS                    |
| 692811 | 2015 BV285               | 11 febbraio 2011  | Mount Lemmon Survey           |
| 692812 | 2015 BY285               | 18 dicembre 2014  | Pan-STARRS                    |
| 692813 | 2015 BA289               | 14 settembre 2013 | Pan-STARRS                    |
| 692814 | 2015 BW297               | 19 gennaio 2015   | Pan-STARRS                    |
| 692815 | 2015 BS301               | 19 gennaio 2015   | Pan-STARRS                    |
| 692816 | 2015 BZ301               | 19 giugno 2012    | ESA OGS                       |
| 692817 | 2015 BM307               | 20 gennaio 2015   | Mount Lemmon Survey           |
| 692818 | 2015 BK308               | 25 ottobre 2005   | Mount Lemmon Survey           |
| 692819 | 2015 BV313               | 16 gennaio 2015   | Pan-STARRS                    |
| 692820 | 2015 BQ315               | 29 dicembre 2014  | Pan-STARRS                    |
| 692821 | 2015 BR322               | 13 febbraio 2011  | Mount Lemmon Survey           |
| 692822 | 2015 BG323               | 31 luglio 2009    | SSS                           |
| 692823 | 2015 BB326               | 9 settembre 2007  | Spacewatch                    |
| 692824 | 2015 BO328               | 12 ottobre 2007   | Mount Lemmon Survey           |
| 692825 | 2015 BT328               | 12 febbraio 2011  | Mount Lemmon Survey           |
| 692826 | 2015 BV328               | 27 ottobre 2005   | Mount Lemmon Survey           |
| 692827 | 2015 BV329               | 17 gennaio 2015   | Spacewatch                    |
| 692828 | 2015 BB330               | 19 novembre 2006  | Spacewatch                    |
| 692829 | 2015 BW330               | 17 gennaio 2015   | Pan-STARRS                    |
| 692830 | 2015 BZ338               | 15 aprile 2007    | Mount Lemmon Survey           |
| 692831 | 2015 BG343               | 17 gennaio 2015   | Pan-STARRS                    |
| 692832 | 2015 BE344               | 22 ottobre 2006   | Spacewatch                    |
| 692833 | 2015 BG346               | 16 settembre 2010 | Spacewatch                    |
| 692834 | 2015 BL347               | 23 agosto 2007    | Spacewatch                    |
| 692835 | 2015 BX349               | 28 ottobre 2010   | Z. Kuli, K. Sárneczky         |
| 692836 | 2015 BO351               | 23 maggio 2001    | J. L. Elliot, L. H. Wasserman |
| 692837 | 2015 BL352               | 8 novembre 2009   | Mount Lemmon Survey           |
| 692838 | 2015 BP352               | 18 gennaio 2015   | Pan-STARRS                    |
| 692839 | 2015 BR352               | 25 maggio 2011    | Mount Lemmon Survey           |
| 692840 | 2015 BW353               | 8 febbraio 2007   | Mount Lemmon Survey           |
| 692841 | 2015 BB357               | 7 ottobre 2005    | CSS                           |
| 692842 | 2015 BA360               | 1 novembre 2013   | CSS                           |
| 692843 | 2015 BE360               | 20 gennaio 2015   | Pan-STARRS                    |
| 692844 | 2015 BJ367               | 20 gennaio 2015   | Pan-STARRS                    |
| 692845 | 2015 BM367               | 25 maggio 2003    | Spacewatch                    |
| 692846 | 2015 BB377               | 1 ottobre 2008    | Mount Lemmon Survey           |
| 692847 | 2015 BL380               | 10 ottobre 2008   | Spacewatch                    |
| 692848 | 2015 BS380               | 20 gennaio 2015   | Pan-STARRS                    |
| 692849 | 2015 BR391               | 25 ottobre 2013   | Mount Lemmon Survey           |
| 692850 | 2015 BR395               | 20 gennaio 2015   | Pan-STARRS                    |
| 692851 | 2015 BH397               | 20 gennaio 2015   | Pan-STARRS                    |
| 692852 | 2015 BO400               | 24 settembre 2013 | Mount Lemmon Survey           |
| 692853 | 2015 BA402               | 29 marzo 2011     | Mount Lemmon Survey           |
| 692854 | 2015 BG403               | 27 ottobre 2013   | Pan-STARRS                    |
| 692855 | 2015 BA404               | 20 gennaio 2015   | Pan-STARRS                    |
| 692856 | 2015 BS404               | 24 aprile 2004    | Spacewatch                    |
| 692857 | 2015 BK415               | 28 aprile 2007    | Spacewatch                    |
| 692858 | 2015 BG416               | 2 ottobre 2013    | Mount Lemmon Survey           |
| 692859 | 2015 BK417               | 9 novembre 2013   | CSS                           |
| 692860 | 2015 BE419               | 23 febbraio 2007  | Mount Lemmon Survey           |
| 692861 | 2015 BW424               | 20 settembre 2009 | Mount Lemmon Survey           |
| 692862 | 2015 BC428               | 4 novembre 2013   | Mount Lemmon Survey           |
| 692863 | 2015 BD430               | 21 novembre 2001  | SDSS Collaboration            |
| 692864 | 2015 BE430               | 20 gennaio 2015   | Pan-STARRS                    |
| 692865 | 2015 BE435               | 20 gennaio 2015   | Spacewatch                    |
| 692866 | 2015 BX436               | 9 marzo 2011      | Mount Lemmon Survey           |
| 692867 | 2015 BH437               | 20 gennaio 2015   | Pan-STARRS                    |
| 692868 | 2015 BH438               | 17 marzo 2004     | Spacewatch                    |
| 692869 | 2015 BX447               | 14 giugno 2012    | Mount Lemmon Survey           |
| 692870 | 2015 BG449               | 20 gennaio 2015   | Pan-STARRS                    |
| 692871 | 2015 BV456               | 20 gennaio 2015   | Pan-STARRS                    |
| 692872 | 2015 BT459               | 28 dicembre 2002  | Spacewatch                    |
| 692873 | 2015 BZ459               | 25 gennaio 2007   | Spacewatch                    |
| 692874 | 2015 BL462               | 14 marzo 2011     | Mount Lemmon Survey           |
| 692875 | 2015 BY463               | 20 gennaio 2015   | Pan-STARRS                    |
| 692876 | 2015 BH465               | 20 gennaio 2015   | Pan-STARRS                    |
| 692877 | 2015 BZ481               | 29 ottobre 2002   | Spacewatch                    |
| 692878 | 2015 BM484               | 17 agosto 2012    | Pan-STARRS                    |
| 692879 | 2015 BJ487               | 6 novembre 2013   | Pan-STARRS                    |
| 692880 | 2015 BZ490               | 16 agosto 2012    | ESA OGS                       |
| 692881 | 2015 BQ494               | 1 ottobre 2013    | Mount Lemmon Survey           |
| 692882 | 2015 BF495               | 7 febbraio 2011   | Mount Lemmon Survey           |
| 692883 | 2015 BQ498               | 20 gennaio 2015   | Pan-STARRS                    |
| 692884 | 2015 BS500               | 9 novembre 2013   | Mount Lemmon Survey           |
| 692885 | 2015 BW511               | 20 novembre 2014  | Mount Lemmon Survey           |
| 692886 | 2015 BM516               | 16 gennaio 2015   | Pan-STARRS                    |
| 692887 | 2015 BP518               | 10 febbraio 2014  | Pan-STARRS                    |
| 692888 | 2015 BO529               | 13 marzo 2002     | Spacewatch                    |
| 692889 | 2015 BS529               | 18 gennaio 2015   | Pan-STARRS                    |
| 692890 | 2015 BO531               | 23 gennaio 2015   | Pan-STARRS                    |
| 692891 | 2015 BE533               | 28 gennaio 2015   | Pan-STARRS                    |
| 692892 | 2015 BH533               | 28 gennaio 2015   | Pan-STARRS                    |
| 692893 | 2015 BL535               | 17 gennaio 2015   | Pan-STARRS                    |
| 692894 | 2015 BR536               | 18 gennaio 2015   | Pan-STARRS                    |
| 692895 | 2015 BE537               | 23 gennaio 2015   | Pan-STARRS                    |
| 692896 | 2015 BC538               | 2 ottobre 2006    | Mount Lemmon Survey           |
| 692897 | 2015 BE539               | 18 gennaio 2015   | Spacewatch                    |
| 692898 | 2015 BF539               | 18 gennaio 2015   | Pan-STARRS                    |
| 692899 | 2015 BQ539               | 20 gennaio 2015   | Pan-STARRS                    |
| 692900 | 2015 BX540               | 25 marzo 2007     | Mount Lemmon Survey           |

## 692901–693000
| Nome   | Designazione provvisoria | Data di scoperta  | Scopritore                   |
| ------ | ------------------------ | ----------------- | ---------------------------- |
| 692901 | 2015 BW543               | 20 gennaio 2015   | Pan-STARRS                   |
| 692902 | 2015 BF544               | 23 gennaio 2015   | Pan-STARRS                   |
| 692903 | 2015 BS544               | 7 ottobre 2012    | Pan-STARRS                   |
| 692904 | 2015 BD545               | 14 ottobre 2009   | Mount Lemmon Survey          |
| 692905 | 2015 BH545               | 5 febbraio 2011   | Mount Lemmon Survey          |
| 692906 | 2015 BN546               | 18 gennaio 2015   | Pan-STARRS                   |
| 692907 | 2015 BO546               | 17 novembre 2009  | Mount Lemmon Survey          |
| 692908 | 2015 BL547               | 20 dicembre 2009  | Mount Lemmon Survey          |
| 692909 | 2015 BU547               | 22 settembre 2008 | Spacewatch                   |
| 692910 | 2015 BK549               | 10 marzo 2007     | Mount Lemmon Survey          |
| 692911 | 2015 BA550               | 23 gennaio 2015   | Pan-STARRS                   |
| 692912 | 2015 BU550               | 6 aprile 2011     | Mount Lemmon Survey          |
| 692913 | 2015 BX550               | 21 gennaio 2015   | Pan-STARRS                   |
| 692914 | 2015 BC551               | 8 febbraio 2002   | Spacewatch                   |
| 692915 | 2015 BF553               | 22 gennaio 1998   | Spacewatch                   |
| 692916 | 2015 BM558               | 31 dicembre 2007  | Spacewatch                   |
| 692917 | 2015 BZ559               | 11 aprile 2008    | Mount Lemmon Survey          |
| 692918 | 2015 BF560               | 16 marzo 2007     | Spacewatch                   |
| 692919 | 2015 BM560               | 18 gennaio 2015   | Pan-STARRS                   |
| 692920 | 2015 BC561               | 15 dicembre 2014  | Pan-STARRS                   |
| 692921 | 2015 BZ561               | 18 giugno 2013    | Pan-STARRS                   |
| 692922 | 2015 BM564               | 7 aprile 2002     | Cerro Tololo Obs.            |
| 692923 | 2015 BP564               | 11 marzo 2005     | Spacewatch                   |
| 692924 | 2015 BB566               | 6 novembre 2010   | Mount Lemmon Survey          |
| 692925 | 2015 BD566               | 14 giugno 2012    | Mount Lemmon Survey          |
| 692926 | 2015 BB567               | 13 dicembre 2002  | P. R. Holvorcem, M. Schwartz |
| 692927 | 2015 BF567               | 15 settembre 2004 | Spacewatch                   |
| 692928 | 2015 BQ570               | 17 gennaio 2015   | Mount Lemmon Survey          |
| 692929 | 2015 BF573               | 17 gennaio 2015   | Pan-STARRS                   |
| 692930 | 2015 BG573               | 23 gennaio 2015   | Pan-STARRS                   |
| 692931 | 2015 BC574               | 20 gennaio 2015   | Pan-STARRS                   |
| 692932 | 2015 BF574               | 20 gennaio 2015   | Pan-STARRS                   |
| 692933 | 2015 BW577               | 21 gennaio 2015   | Mount Lemmon Survey          |
| 692934 | 2015 BC579               | 26 ottobre 2013   | Mount Lemmon Survey          |
| 692935 | 2015 BE579               | 16 gennaio 2015   | Pan-STARRS                   |
| 692936 | 2015 BR579               | 27 gennaio 2015   | Pan-STARRS                   |
| 692937 | 2015 BG587               | 24 gennaio 2015   | Pan-STARRS                   |
| 692938 | 2015 BV589               | 17 gennaio 2015   | Pan-STARRS                   |
| 692939 | 2015 BQ590               | 26 gennaio 2015   | Pan-STARRS                   |
| 692940 | 2015 BD591               | 22 gennaio 2015   | Pan-STARRS                   |
| 692941 | 2015 BU591               | 17 gennaio 2015   | Mount Lemmon Survey          |
| 692942 | 2015 BO595               | 25 gennaio 2015   | Pan-STARRS                   |
| 692943 | 2015 BE596               | 23 gennaio 2015   | Pan-STARRS                   |
| 692944 | 2015 BY596               | 28 gennaio 2015   | Pan-STARRS                   |
| 692945 | 2015 BS597               | 20 gennaio 2015   | Pan-STARRS                   |
| 692946 | 2015 BX598               | 23 gennaio 2015   | Pan-STARRS                   |
| 692947 | 2015 BY598               | 21 gennaio 2015   | Pan-STARRS                   |
| 692948 | 2015 BQ602               | 21 gennaio 2015   | Pan-STARRS                   |
| 692949 | 2015 BO603               | 22 gennaio 2015   | Pan-STARRS                   |
| 692950 | 2015 BR603               | 27 gennaio 2015   | Pan-STARRS                   |
| 692951 | 2015 BT604               | 27 gennaio 2015   | Pan-STARRS                   |
| 692952 | 2015 BJ606               | 18 gennaio 2015   | Pan-STARRS                   |
| 692953 | 2015 BR607               | 20 gennaio 2015   | Pan-STARRS                   |
| 692954 | 2015 BL608               | 19 gennaio 2015   | Mount Lemmon Survey          |
| 692955 | 2015 BE609               | 26 gennaio 2015   | Pan-STARRS                   |
| 692956 | 2015 BA613               | 22 gennaio 2015   | Pan-STARRS                   |
| 692957 | 2015 BD613               | 22 gennaio 2015   | Pan-STARRS                   |
| 692958 | 2015 BH613               | 17 gennaio 2015   | Mount Lemmon Survey          |
| 692959 | 2015 BK613               | 18 gennaio 2015   | Mount Lemmon Survey          |
| 692960 | 2015 BX614               | 19 gennaio 2015   | Pan-STARRS                   |
| 692961 | 2015 CQ3                 | 26 dicembre 2014  | Pan-STARRS                   |
| 692962 | 2015 CH12                | 26 marzo 2007     | Mount Lemmon Survey          |
| 692963 | 2015 CN15                | 4 novembre 2013   | Pan-STARRS                   |
| 692964 | 2015 CQ15                | 22 gennaio 2015   | Pan-STARRS                   |
| 692965 | 2015 CA22                | 17 gennaio 2015   | Pan-STARRS                   |
| 692966 | 2015 CC23                | 23 agosto 2008    | SSS                          |
| 692967 | 2015 CC24                | 10 febbraio 2015  | Spacewatch                   |
| 692968 | 2015 CY25                | 10 febbraio 2015  | Mount Lemmon Survey          |
| 692969 | 2015 CG28                | 28 marzo 2008     | Mount Lemmon Survey          |
| 692970 | 2015 CH28                | 30 marzo 2003     | M. W. Buie, A. B. Jordan     |
| 692971 | 2015 CL35                | 17 ottobre 1995   | Spacewatch                   |
| 692972 | 2015 CQ44                | 23 gennaio 2006   | Mount Lemmon Survey          |
| 692973 | 2015 CX44                | 15 febbraio 2015  | Pan-STARRS                   |
| 692974 | 2015 CV45                | 15 febbraio 2015  | Pan-STARRS                   |
| 692975 | 2015 CT50                | 1 dicembre 2005   | Spacewatch                   |
| 692976 | 2015 CM52                | 25 agosto 2012    | Spacewatch                   |
| 692977 | 2015 CQ62                | 14 ottobre 2012   | Mount Lemmon Survey          |
| 692978 | 2015 CR62                | 11 febbraio 2015  | Mount Lemmon Survey          |
| 692979 | 2015 CQ63                | 2 gennaio 2011    | Mount Lemmon Survey          |
| 692980 | 2015 CD64                | 11 novembre 2001  | SDSS Collaboration           |
| 692981 | 2015 CF67                | 4 novembre 2013   | Mount Lemmon Survey          |
| 692982 | 2015 CP67                | 24 gennaio 2015   | Pan-STARRS                   |
| 692983 | 2015 CS69                | 29 gennaio 2015   | Pan-STARRS                   |
| 692984 | 2015 CX69                | 20 gennaio 2015   | Pan-STARRS                   |
| 692985 | 2015 CM70                | 15 febbraio 2015  | Pan-STARRS                   |
| 692986 | 2015 CL73                | 9 febbraio 2015   | Mount Lemmon Survey          |
| 692987 | 2015 CM73                | 1 febbraio 2015   | Pan-STARRS                   |
| 692988 | 2015 CQ74                | 15 febbraio 2015  | Pan-STARRS                   |
| 692989 | 2015 CB79                | 22 gennaio 2015   | Pan-STARRS                   |
| 692990 | 2015 CA80                | 14 febbraio 2015  | Mount Lemmon Survey          |
| 692991 | 2015 DV1                 | 20 gennaio 2015   | Mount Lemmon Survey          |
| 692992 | 2015 DK3                 | 14 gennaio 2015   | Pan-STARRS                   |
| 692993 | 2015 DZ9                 | 13 gennaio 2008   | Spacewatch                   |
| 692994 | 2015 DH14                | 20 gennaio 2015   | Pan-STARRS                   |
| 692995 | 2015 DD18                | 16 febbraio 2015  | Pan-STARRS                   |
| 692996 | 2015 DQ18                | 27 gennaio 2015   | Pan-STARRS                   |
| 692997 | 2015 DM20                | 2 aprile 2011     | Mount Lemmon Survey          |
| 692998 | 2015 DF24                | 30 gennaio 2006   | Spacewatch                   |
| 692999 | 2015 DL24                | 1 novembre 2008   | Mount Lemmon Survey          |
| 693000 | 2015 DL25                | 19 gennaio 2015   | Mount Lemmon Survey          |